# Sinularia slieringsi
Sinularia slieringsi är en korallart som beskrevs av van Ofwegen och Vennam 1994. Sinularia slieringsi ingår i släktet Sinularia och familjen läderkoraller. Inga underarter finns listade i Catalogue of Life.